# Rivière Chochocouane
La rivière Chochocouane est un cours d'eau située en Abitibi-Témiscamingue au Québec (Canada) Cette rivière coule dans Senneterre et dans le territoire non organisé (TNO) du Réservoir-Dozois, dans la municipalité régionale de comté (MRC) de La Vallée-de-l'Or, dans la région administrative de l’Abitibi-Témiscamingue Elle se jette dans le réservoir Dozois.
Le cours de la rivière traverse successivement les cantons d’Espery, Pétain, Foch, Cambrai, Ypres, Champrodon et Entremont. Le cours inférieur de la rivière Chochocouane traverse vers le sud-ouest la partie nord-ouest de la Réserve faunique La Vérendrye.

## Toponymie
Ce toponyme figure dans plusieurs documents cartographiques du XIXe siècle, notamment, la carte d'Eugène Taché (1870) la désignant R. Shesheinquanne et Albert Peter Low, dans son rapport de 1896, la désignant Sho-sho-quan R. Les deux éditions du Dictionnaire des Rivières et Lacs de la Province de Québec (1914 et 1925) indiquent la rivière Shoshokwan en signalant que ce terme algonquin signifie « rivière où la glace craque ».
En 1960, Joseph-Étienne Guinard écrit : Chochokwan vient des racines chocho, glissant, lisse et mikwam, glace, verglas. Lors de sa réunion du 13 mars 1924, la Commission de géographie du Québec recommandait de changer la graphie Shoshokwan en Chochocouane.